# Parafia Świętych Rafała i Alberta w Warszawie
Parafia Świętych Rafała i Alberta w Warszawie – parafia rzymskokatolicka należąca do dekanatu żoliborskiego, archidiecezji warszawskiej, metropolii warszawskiej Kościoła katolickiego, w Warszawie. Obsługiwana przez księży archidiecezjalnych.

## Historia
Parafia została erygowana w 1988. 

### Kościół parafialny
Kościół parafialny wybudowany w latach 90. XX wieku.